# Hillman 20/70 hp
La 20/70 hp è un'autovettura di fascia medio-alta prodotta dalla Hillman dal 1934 al 1935.

## Contesto
Aveva installato un motore a sei cilindri in linea da 2.810 cm³ di cilindrata che erogava 70 CV di potenza. Le valvole erano laterali, e la trazione era posteriore. La 20/70 hp era disponibile con un solo tipo di carrozzeria, berlina quattro porte. Il modello raggiungeva una velocità massima di 116 km/h.